# حوزه‌های انتخابیه مجلس شورای اسلامی در استان خراسان رضوی

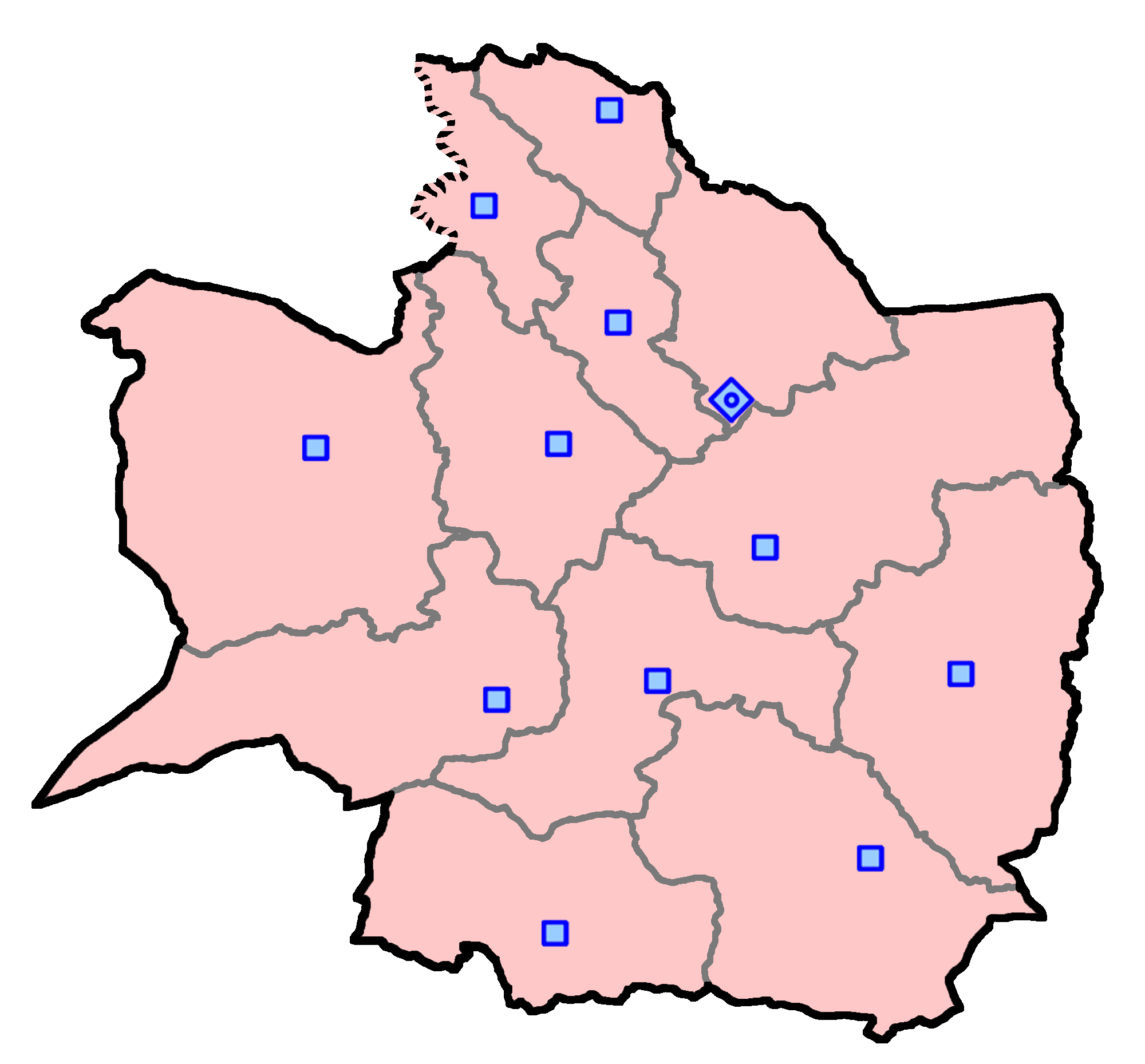
حوزه‌های انتخاباتی مجلس شورای اسلامی در استان خراسان رضوی

استان خراسان رضوی، ۱۲ حوزه برای انتخابات مجلس دارد که در مجموع ۱۸ نماینده را دربر می‌گیرد؛ و عبارتند از:
| حوزه                                             | شهرستان‌ها    | بخش‌ها                                                           | مرکز        | کرسی | نقشه | جمعیت (۱۳۹۵) |
| ------------------------------------------------ | ------------ | --------------------------------------------------------------- | ----------- | ---- | ---- | ------------ |
| مشهد و کلات                                      | مشهد         | شهر مشهد، بخش مرکزی                                             | مشهد        | ۵    |      | ۳٬۴۰۸٬۸۹۷    |
| مشهد و کلات                                      | کلات         | شهر کلات، بخش مرکزی و بخش زاوین                                 | مشهد        | ۵    |      | ۳٬۴۰۸٬۸۹۷    |
| حوزه انتخابیه نیشابور، فیروزه، زبرخان و میان‌جلگه | نیشابور      | شهر نیشابور، بخش مرکزی و بخش سرولایت                            | نیشابور     | ۲    |      | ۴۸۹٬۳۱۹      |
| حوزه انتخابیه نیشابور، فیروزه، زبرخان و میان‌جلگه | فیروزه       | شهر فیروزه، بخش مرکزی و بخش طاغنکوه                             | نیشابور     | ۲    |      | ۴۸۹٬۳۱۹      |
| حوزه انتخابیه نیشابور، فیروزه، زبرخان و میان‌جلگه | زبرخان       | شهر قدمگاه، بخش مرکزی و اسحاق‌آباد                               | نیشابور     | ۲    |      | ۴۸۹٬۳۱۹      |
| حوزه انتخابیه نیشابور، فیروزه، زبرخان و میان‌جلگه | میان‌جلگه     | شهر عشق‌آباد، بخش مرکزی و بخش بلهرات                             | نیشابور     | ۲    |      | ۴۸۹٬۳۱۹      |
| سبزوار، جغتای، جوین، داورزن، خوشاب و ششتمد       | سبزوار       | شهر سبزوار، بخش مرکزی و بخش روداب                               | سبزوار      | ۲    |      | ۴۶۹٬۰۶۵      |
| سبزوار، جغتای، جوین، داورزن، خوشاب و ششتمد       | جغتای        | شهر جغتای، بخش مرکزی و بخش هلالی                                | سبزوار      | ۲    |      | ۴۶۹٬۰۶۵      |
| سبزوار، جغتای، جوین، داورزن، خوشاب و ششتمد       | جوین         | شهر نقاب، بخش مرکزی، بخش عطاملک                                 | سبزوار      | ۲    |      | ۴۶۹٬۰۶۵      |
| سبزوار، جغتای، جوین، داورزن، خوشاب و ششتمد       | داورزن       | شهر داورزن، بخش مرکزی، بخش باشتین                               | سبزوار      | ۲    |      | ۴۶۹٬۰۶۵      |
| سبزوار، جغتای، جوین، داورزن، خوشاب و ششتمد       | خوشاب        | شهر سلطان‌آباد، بخش مرکزی، بخش مشکان و بخش نوده انقلاب           | سبزوار      | ۲    |      | ۴۶۹٬۰۶۵      |
| سبزوار، جغتای، جوین، داورزن، خوشاب و ششتمد       | ششتمد        | شهر ششتمد، بخش مرکزی، شامکان                                    | سبزوار      | ۲    |      | ۴۶۹٬۰۶۵      |
| تربت جام، تایباد، باخرز و صالح‌آباد               | تربت جام     | شهر تربت جام، بخش مرکزی، بخش نصرآباد، بخش بوژگان و بخش پایین‌جام | تربت جام    | ۱    |      | ۳۸۵٬۲۳۵      |
| تربت جام، تایباد، باخرز و صالح‌آباد               | تایباد       | شهر تایباد، بخش مرکزی، بخش باخرز و بخش میان‌ولایت                | تربت جام    | ۱    |      | ۳۸۵٬۲۳۵      |
| تربت جام، تایباد، باخرز و صالح‌آباد               | باخزر        | شهر باخرز، بخش مرکزی و بخش بالاولایت                            | تربت جام    | ۱    |      | ۳۸۵٬۲۳۵      |
| تربت جام، تایباد، باخرز و صالح‌آباد               | صالح‌آباد     | شهر صالح‌آباد، بخش مرکزی و بخش جنت‌آباد                           | تربت جام    | ۱    |      | ۳۸۵٬۲۳۵      |
| تربت حیدریه، مه‌ولات و زاوه                       | تربت حیدریه  | شهر تربت حیدریه، بخش مرکزی، بخش بایک، بخش کدکن و بخش جلگه‌رخ     | تربت حیدریه | ۱    |      | ٣۴٣٬٧٣٠      |
| تربت حیدریه، مه‌ولات و زاوه                       | مه‌ولات       | شهر فیض‌آباد، بخش مرکزی و بخش شادمهر                             | تربت حیدریه | ۱    |      | ٣۴٣٬٧٣٠      |
| تربت حیدریه، مه‌ولات و زاوه                       | زاوه         | شهر دولت‌آباد، بخش مرکزی و بخش سلیمان                            | تربت حیدریه | ۱    |      | ٣۴٣٬٧٣٠      |
| کاشمر، بردسکن، خلیل‌آباد و کوهسرخ                 | کاشمر        | شهر کاشمر، بخش مرکزی و بخش فرح‌دشت                               | کاشمر       | ۱    |      | ۲۹۵٬۹۹۶      |
| کاشمر، بردسکن، خلیل‌آباد و کوهسرخ                 | خلیل‌آباد     | شهر خلیل‌آباد، بخش مرکزی و بخش ششطراز                            | کاشمر       | ۱    |      | ۲۹۵٬۹۹۶      |
| کاشمر، بردسکن، خلیل‌آباد و کوهسرخ                 | بردسکن       | شهر بردسکن، بخش مرکزی، بخش انابد و بخش شهرآباد                  | کاشمر       | ۱    |      | ۲۹۵٬۹۹۶      |
| کاشمر، بردسکن، خلیل‌آباد و کوهسرخ                 | کوهسرخ       | شهر ریوش، بخش مرکزی، بخش بررود                                  | کاشمر       | ۱    |      | ۲۹۵٬۹۹۶      |
| قوچان و فاروج                                    | قوچان        | قوچان، بخش مرکزی، بخش باجگیران                                  | قوچان       | ۱    |      | ۲۲۶٬۸۵۹      |
| قوچان و فاروج                                    | فاروج        | شهر فاروج، بخش مرکزی و بخش خبوشان                               | قوچان       | ۱    |      | ۲۲۶٬۸۵۹      |
| چناران، طرقبه شاندیز و گلبهار                    | چناران       | شهر چناران، بخش مرکزی، بخش رادکان، بخش سیدآباد                  | چناران      | ۱    |      | ۲۲۴٬۶۵۳      |
| چناران، طرقبه شاندیز و گلبهار                    | طرقبه شاندیز | شهر طرقبه، بخش طرقبه، بخش شاندیز                                | چناران      | ۱    |      | ۲۲۴٬۶۵۳      |
| چناران، طرقبه شاندیز و گلبهار                    | گلبهار       | شهر گلبهار، بخش مرکزی، بخش گلمکان                               | چناران      | ۱    |      | ۲۲۴٬۶۵۳      |
| خواف و رشتخوار                                   | خواف         | شهر خواف، بخش مرکزی، بخش جلگه زوزن، بخش سلامی و بخش سنگان       | خواف        | ۱    |      | ۱۹۹٬۶۰۴      |
| خواف و رشتخوار                                   | رشتخوار      | شهر رشتخوار، بخش مرکزی و بخش جنگل                               | خواف        | ۱    |      | ۱۹۹٬۶۰۴      |
| فریمان، سرخس و بخش‌های احمدآباد و رضویه           | فریمان       | شهر فریمان، بخش مرکزی، بخش قلندرآباد                            | فریمان      | ۱    |      | ۱۹۶٬۵۲۰      |
| فریمان، سرخس و بخش‌های احمدآباد و رضویه           | سرخس         | شهر سرخس، بخش مرکزی و بخش مرزداران                              | فریمان      | ۱    |      | ۱۹۶٬۵۲۰      |
| فریمان، سرخس و بخش‌های احمدآباد و رضویه           | مشهد         | بخش احمدآباد و بخش رضویه                                        | فریمان      | ۱    |      | ۱۹۶٬۵۲۰      |
| گناباد و بجستان                                  | گناباد       | شهر گناباد، بخش مرکزی، بخش کاخک                                 | گناباد      | ۱    |      | ۱۱۹٬۹۶۰      |
| گناباد و بجستان                                  | بجستان       | شهر بجستان، بخش مرکزی و بخش یونسی                               | گناباد      | ۱    |      | ۱۱۹٬۹۶۰      |
| درگز                                             | درگز         | شهر درگز، بخش مرکزی، بخش چاپشلو، بخش لطف‌آباد، بخش نوخندان       | درگز        | ۱    |      | ۷۲٬۳۵۵       |

## پی‌نوشت
1. 1 2  شهرستان فاروج در استان خراسان شمالی قرار دارد، بنابراین این حوزه مشترک میان دو استان است

## منبع
- «جدول حوزه‌های انتخابیه در انتخابات دهمین دورهٔ مجلس شورای اسلامی» (PDF). مرکز پژوهش و سنجش افکار صدا و سیما. بایگانی‌شده از اصلی (PDF) در ۵ اكتبر ۲۰۱۸. دریافت‌شده در ۲ ژوئیه ۲۰۱۶. تاریخ وارد شده در |archive-date= را بررسی کنید (کمک)
- «طرح اصلاح قانون تعیین محدودهٔ حوزه‌های انتخاباتی مجلس شورای اسلامی». مرکز پژوهش‌های مجلس شورای اسلامی. ۱۲ تیر ۱۳۹۵. بایگانی‌شده از اصلی در ۲۲ ژوئیه ۲۰۱۵. دریافت‌شده در ۲ ژوئیه ۲۰۱۶.